# Il posto mio/Che notte sei
Il posto mio/Che notte sei è un singolo di Tony Renis.

## Descrizione
La canzone sul lato A, scritta da Alberto Testa per il testo e dallo stesso Renis per la musica, venne presentata dal cantautore milanese nella seconda serata del Festival di Sanremo 1968, in coppia con Domenico Modugno, venendo eliminata dalla manifestazione dopo il primo ascolto.
La canzone venne incisa anche da Mariolino Barberis nello stesso anno, e da Mina nell'album Canarino mannaro del 1994.
Che notte sei, pur essendo una canzone su un lato B, è stata inserita in molte antologie dedicate a Renis.

## Tracce
LATO A
1. Il posto mio (testo: Alberto Testa – musica: Tony Renis)

LATO B
1. Che notte sei (testo: Alberto Testa – musica: Despota, Giuseppe Mazzucca)